# Ramon Magsaysay
Ramon del Fierro Magsaysay (Iba, 31 agosto 1907 – Asturias, 17 marzo 1957) è stato un politico filippino, settimo presidente delle Filippine dal 1948 al 1953 e terzo presidente della Terza Repubblica filippina. A lui è intitolata la municipalità di Ramon Magsaysay nella Provincia di Zamboanga del Sur. Rimase ucciso in un incidente dell'aereo presidenziale che precipitò sul Monte Manunggal. Riposa nel Manila North Cemetery di Manila.
È ricordato per aver organizzato la resistenza filippina durante l'invasione giapponese della seconda guerra mondiale.